# 2016년 하계 올림픽 사우디아라비아 선수단
사우디아라비아는 2016년 8월 5일에서 8월 21일까지 브라질 리우데자네이루에서 열린 제31회 하계 올림픽에 참가했다.

## 같이 보기
- 올림픽 사우디아라비아 선수단